# 食品科学
食品科学（しょくひんかがく、英: food science）、食品学、食科学（英: gastronomic arts and sciences）は、食品を研究対象とした応用科学でありまた、人文科学·社会科学·自然科学における知見を統合的に適用して食に関する諸問題を研究し、あるいは解決を図る学際的な学問領域でもある。
食品技術者研究所は、食品科学を「工学、生物学、物理学を適用して食品に纏わる自然現象や品質低下の原因、食品加工に関する法則を研究し、一般消費者が消費する食品の改良を対象とする学問」 と定義している。書籍Food Scienceでは、一般的な用語としての食品科学を「基礎科学と、食品や食品加工の原理に纏わる物理、化学、生物学的現象を研究する工学の応用」と定義している。

## 概要
食品科学者の研究活動対象には、新たな食品の開発、新商品を生産する工程の計画、食品包装の選択、賞味期限研究、パネル調査や想定消費者層を用いた製品に対する官能検査、微生物学的、化学的試験などが含まれる。また、食品科学者は食品生産や食品の性質に直接結びつく、より基礎的な現象を研究することもある。
食品科学は多様な科学的法則を援用しており、その中には微生物学、化学工学、生化学といった領域の概念が含まれる。
食品科学に関する研究機関としては以下のものがある。
- 食品技術研究所（英語版）（IFT、アメリカ合衆国）
- 国際食品科学技術連合（英語版）（IUFoST、本部はカナダのトロントにある）
- インド食品科学・栄養学協会（インド）
- 南アフリカ食品科学技術協会（SAAFoST、南アフリカ共和国）

## 分野
食品科学には、以下のような分野がある。

### 食品化学
食品化学は、食品の生物学的、非生物学的含めたすべての成分について化学的なプロセスや反応を研究する学問である。研究対象となる生物学的な成分には、肉、家禽、レタス、ビール、牛乳等がある。
炭水化物や脂質、タンパク質などを主な研究対象とする点で食品科学は生化学に似ているが、食品科学は生化学では対象としない水、ビタミン、ミネラル、酵素、食品添加物、香料、着色料なども研究対象としている。食品化学は食品加工技術を用いて製品を変化させる際の指針となり、ある成分を増強したり発生を抑制するためにも用いられる。

#### 食品物理化学
食品物理化学は、物理や化学、物理化学を用いて食品に関する法則を研究する学問である。

### 食品工学

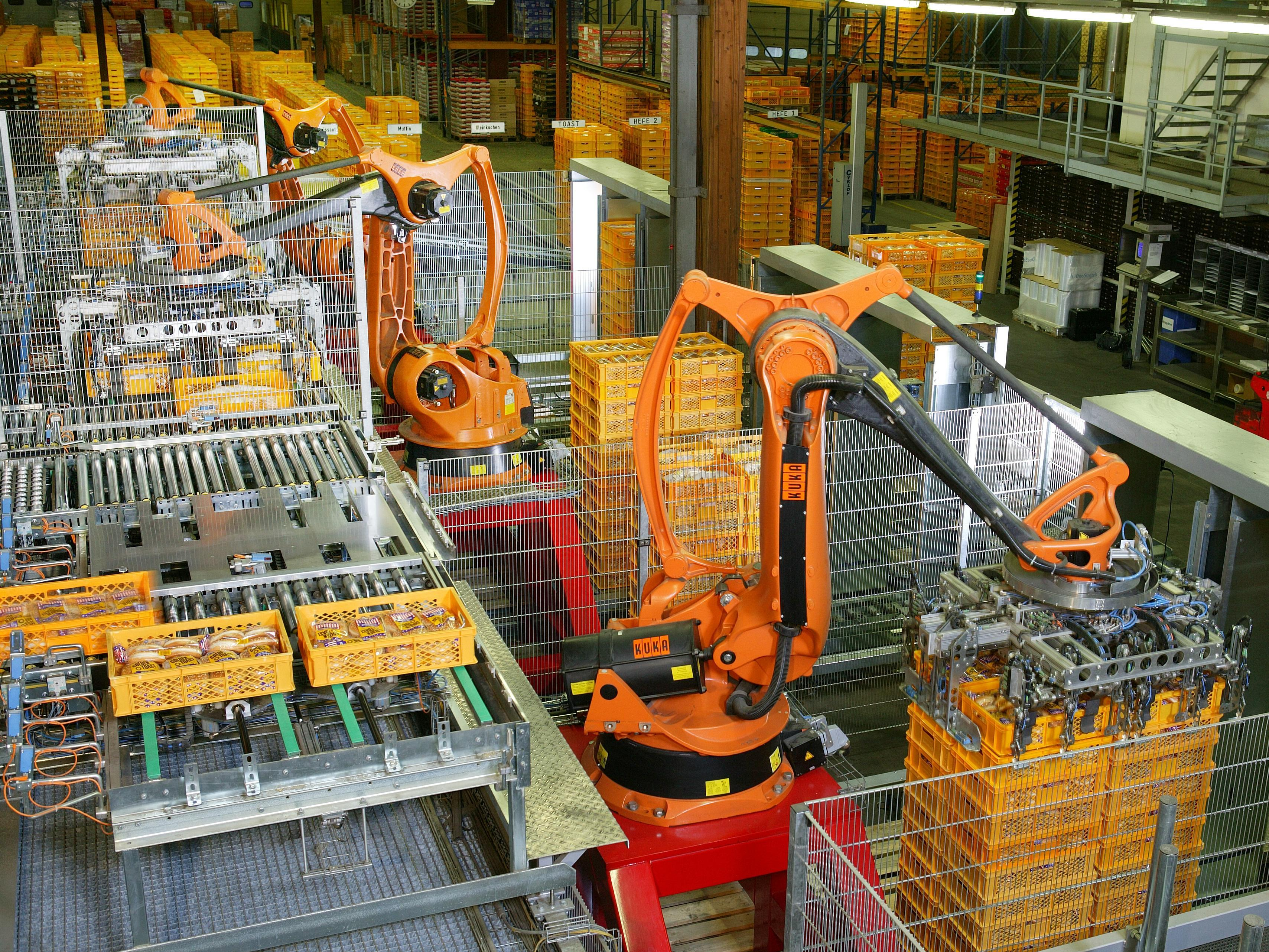
ドイツのパン工場、食品工学の一例である。

食品工学は、主に食品を生産する際に用いられる。

### 食品微生物学
食品微生物学は食品に住み、食品を生み出し、時に食品を汚染する微生物について研究する学問であり、腐敗など人間の食品摂取に害をもたらす現象を引き起こす微生物についての研究を含む。しかし、プロバイオティクスのような「良い」バクテリア（善玉菌と呼ばれることもある）の研究もまた食品科学において重要性を増している。加えて、微生物はチーズやヨーグルト、パン、ビール、ワインなどを含む食品の醗酵において欠かすことのできない役割を果たしている。

### 食品包装

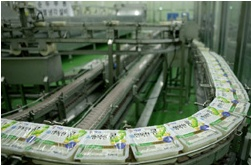
食品包装

食品包装とは、食品を製造、販売する際、品質を保ちながら保存するため包装を行う技術である。食品包装の主な対象は、物理的な保護による物が多い。多くの場合、食品包装には特定の食品の栄養価を含めた情報が記載されている。食品包装は殆どの場合、包装用機械を用いて行われる。

### 食品保存
食品保存は食品の品質を低下させる原因と対策を研究対象とする。

### 食品代用
食品代用はある食品を他の材料で置き換える技術を指し、特にコスト削減の観点で利用されることが多い。食品代用の技術は食品の形状、色、食感、香りを保ちつつ、脂肪や砂糖、カロリーを削減するために使用されることもある。

### 食品技術
食品技術は、食品の技術面に注目する。
食品技術に関する初期の関心は、食品の保存に集中していた。1810年、ニコラ・アペールによる瓶詰加工技術開発は画期的な出来事であった。当時この加工工程は瓶詰と呼ばれておらず、アペールは実際に自分が開発した原理について理解していなかったが、瓶詰加工技術は食品保存技術上極めて大きな影響を与えた。

### 分子ガストロノミー
分子ガストロノミーは調理工程や、社会的、芸術的ガストロノミー現象について科学的に考察する学問である。

### 商品開発
商品開発の中には食品科学を応用した新たな食品の発明が含まれる。

### 品質管理

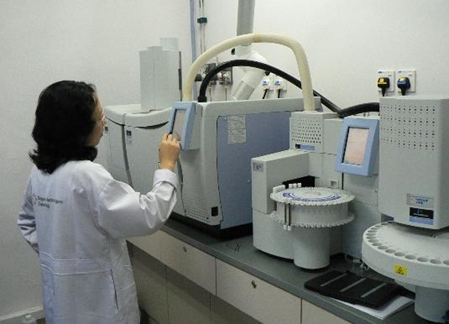
品質管理を行う技術者

品質管理には、食中毒の原因と防止策が含まれる。

### 官能検査
官能検査は消費者が食品から受ける印象を研究する。

## 各国の状況

### アメリカ合衆国
アメリカ合衆国では、食品科学は主にランドグラント大学で研究されることが多い。 アメリカ合衆国における食品科学の先駆者の多くはランドグラント大学（アメリカ合衆国の州政府が運営する州立大学であり、その多くが男女の区別をしない入学許可を出している）で化学的問題に取り組んだ女性であったが、19世紀終わりから20世紀初頭の時期にあって、彼女らは大学卒業後根強く残る性差別主義のため仕事を見つけられないでいた。当時は女性に対しては学問上のキャリアパスを閉ざすことが一般的であり、彼女らは家政学の専任講師として雇用され、近代における食品科学の多くの計画の推進に貢献した。。
食品科学と食品技術を取り扱うアメリカ合衆国の主な研究機関としては、イリノイ州のシカゴに本部を置く食品技術研究所（IFT）がある。IFTは、国際食品科学技術連合（IUFoST）に加盟している。

### オーストラリア
オーストラリア連邦科学産業研究機構（The Commonwealth Scientific and Industrial Research Organisation、CSIRO）は、オーストラリアにある、科学研究に関する連邦政府の研究機関である。CSIROはオーストラリア国内に50以上の拠点を持つ他、フランスとメキシコに生物制御の調査組織を持つ。CSIROでは約6,500人の研究員が働いている。

### 韓国
韓国食品科学技術学会（KoSFoST）は、食品科学に関する韓国内初の学会であると主張している。

## 食品科学雑誌
食品科学に関する著名な雑誌としては以下のものがある。
- 食品科学ジャーナル（英語版）
- 食品品質表示（英語版）
- 食品化学（英語版）
- ジャーナル・オブ・デイリー・サイエンス

食品科学やキッチン・サイエンスについて触れた一般書籍としては、ハロルド・マクギーやハワード・ヒルマンらによる著書がある。

## 食品科学が専攻できる大学

### 食品科学が専攻できる大学院研究科
（五十音順）
- 帯広畜産大学大学院畜産学研究科 食品科学専攻/畜産生命科学専攻
- 京都大学大学院農学研究科 食品生物科学専攻
- 東京農業大学大学院生物産業学研究科 食品科学専攻（平成26年度より食品香粧学専攻へ改組）
- 広島大学大学院統合生命科学研究科 統合生命科学専攻食品科学プログラム
- 南九州大学大学院園芸学・食品科学研究科 食品科学専攻
- 宮城大学大学院食産業学研究科 食品イノベーション領域
- 酪農学園大学大学院酪農学研究科 酪農学専攻/フードシステム専攻/食品栄養科学専攻

### 食品科学が専攻できる大学
- 食品科学科